# Élections législatives de 2024 dans le Gard

Les élections législatives de 2024 dans le Gard se déroulent les 30 juin et 7 juillet 2024. Dans le département, six députés sont à élire dans le cadre de six circonscriptions, à la suite de la dissolution de l'Assemblée nationale par Emmanuel Macron.
Le choix de cette dissolution est pris après la défaite de la liste Renaissance aux élections européennes qui ont lieu le 9 juin 2024.
Le Rassemblement national et ses alliés de l'Union de l'extrême droite remporte l'ensemble des sièges, soit deux de plus qu'en 2022.

## Contexte
| Circonscription | RN      | ENS     | PS - PP | LFI     | LR     |
| --------------- | ------- | ------- | ------- | ------- | ------ |
| Circonscription |         |         |         |         |        |
| 1re             | 39,26 % | 11,38 % | 11,24 % | 13,49 % | 5,38 % |
| 2e              | 46,46 % | 10,82 % | 10,21 % | 7,64 %  | 5,10 % |
| 3e              | 40,63 % | 12,61 % | 12,46 % | 6,93 %  | 6,06 % |
| 4e              | 42,93 % | 9,95 %  | 11,49 % | 7,75 %  | 4,64 % |
| 5e              | 36,11 % | 10,24 % | 13,63 % | 10,08 % | 4,05 % |
| 6e              | 36,57 % | 12,44 % | 14,23 % | 9,79 %  | 5,40 % |

## Système électoral
Les élections législatives ont lieu au scrutin uninominal majoritaire à deux tours dans des circonscriptions uninominales.
Est élu au premier tour le candidat qui réunit la majorité absolue des suffrages exprimés et un nombre de voix au moins égal au quart des électeurs inscrits dans la circonscription, soit 25 %. Si aucun des candidats ne satisfait ces conditions, un second tour est organisé entre les candidats ayant réuni un nombre de voix au moins égal à un huitième des inscrits, soit 12,5 %. Les deux candidats arrivés en tête du 1er tour se maintiennent néanmoins par défaut si un seul ou aucun d'entre eux n'a atteint ce seuil. Au second tour, le candidat arrivé en tête est déclaré élu,.
Le seuil de qualification basé sur un pourcentage du total des inscrits et non des suffrages exprimés rend plus difficile l'accès au second tour lorsque l'abstention est élevée. Le système permet en revanche l'accès au second tour de plus de deux candidats si plusieurs d'entre eux franchissent le seuil de 12,5 % des inscrits. Les candidats en lice au second tour peuvent ainsi être trois, un cas de figure appelé « triangulaire ». Les second tours où s'affrontent quatre candidats, appelés « quadrangulaire » sont également possibles, mais beaucoup plus rares,.

### Partis et nuances
Les résultats des élections sont publiés en France par le ministère de l'Intérieur, qui classe les partis en leur attribuant des nuances politiques. Ces dernières sont décidées par les préfets, qui les attribuent indifféremment de l'étiquette politique déclarée par les candidats, qui peut être celle d'un parti ou une candidature sans étiquette.
Seuls le Parti communiste français (COM), La France insoumise (FI), le Parti socialiste (SOC), le Parti radical de gauche (RDG), Les Écologistes (VEC), Renaissance (RE), le Mouvement démocrate (MDM), Horizons (HOR), l'Union des démocrates et indépendants (UDI), Les Républicains (LR), le Rassemblement national (RN) et Reconquête (REC) se voient attribuer en 2024 des nuances propres. Les coalitions Ensemble et Nouveau front populaire, ainsi que les candidats de l'alliance LR-Ciotti-RN, en bénéficient également indirectement, les nuances Ensemble ! (Majorité présidentielle) (ENS), Union de la gauche (UG) et Union de l'extrême-droite (UXD) étant attribuables aux candidats bénéficiant respectivement du soutien de deux partis du centre, de deux partis de gauche ou de deux partis d'extrême-droite,.
Tous les autres partis se voient attribuer l'une ou l'autre des nuances suivantes : EXG (extrême gauche), DVG (divers gauche), ECO (écologiste), REG (régionaliste), DVC (divers centre), DVD (divers droite), DSV (droite souverainiste) et EXD (extrême droite). Des partis comme Debout la France ou Lutte ouvrière ne disposent ainsi pas de nuances propres, et leurs résultats nationaux ne sont pas publiés séparément par le ministère, car mélangés avec d'autres partis (respectivement dans les nuances DSV et EXG).

## Élus
| Circonscription                                 | Député sortant    | Parti ou nuance | Parti ou nuance | Groupe | Député élu ou réélu      | Parti | Parti | Groupe |
| ----------------------------------------------- | ----------------- | --------------- | --------------- | ------ | ------------------------ | ----- | ----- | ------ |
| 1re                                             | Yoann Gillet      |                 | RN              | RN     | Yoann Gillet             |       | RN    | RN     |
| 2e                                              | Nicolas Meizonnet |                 | RN              | RN     | Nicolas Meizonnet        |       | RN    | RN     |
| 3e                                              | Pascale Bordes    |                 | RN              | RN     | Pascale Bordes           |       | RN    | RN     |
| 4e                                              | Pierre Meurin     |                 | RN              | RN     | Pierre Meurin            |       | RN    | RN     |
| 5e                                              | Michel Sala       |                 | LFI - GES       | LFI    | Alexandre Allegret-Pilot |       | RÀD   | AD     |
| 6e                                              | Philippe Berta*   |                 | MoDem           | DEM    | Sylvie Josserand         |       | RN    | RN     |
| * Député sortant ne se représentant pas en 2024 |                   |                 |                 |        |                          |       |       |        |

### Taux de participation
| Taux de participation | 1er tour | 1er tour | 1er tour   | 2d tour | 2d tour | 2d tour    | Différence entre les deux tours |
| Taux de participation | En 2022  | En 2024  | Différence | En 2022 | En 2024 | Différence | Différence entre les deux tours |
| --------------------- | -------- | -------- | ---------- | ------- | ------- | ---------- | ------------------------------- |
| À midi                | 21,96 %  | 29,45 %  | 7,49       | 22,41 % | 30,61 % | 8,2        | 1,16                            |
| À 17 heures           | 40,17 %  | 60,86 %  | 20,69      |         |         |            |                                 |
| Final                 | 47,11 %  | 68,63 %  | 21,52      | 46,44 % | 68%     | 21,56      | 0,63                            |

## Résultats

### Résultats à l'échelle du département

#### Résultats par coalition
| Parti                                       | Parti                                       | Parti                                          | Premier tour | Premier tour | Premier tour | Second tour   | Second tour   | Second tour | Total Sièges  | +/-           |
| Parti                                       | Parti                                       | Parti                                          | Voix         | %            | Sièges       | Voix          | %             | Sièges      | Total Sièges  | +/-           |
| ------------------------------------------- | ------------------------------------------- | ---------------------------------------------- | ------------ | ------------ | ------------ | ------------- | ------------- | ----------- | ------------- | ------------- |
|                                             |                                             | Rassemblement national (RN)                    | 145 534      | 38,69        | 1            | 125 926       | 43,51         | 4           | 5             | 1             |
|                                             | Républicains à droite (RÀD)                 | 27 602                                         | 7,34         | 0            | 32 629       | 11,28         | 1             | 1           | Nv            |               |
| Total Rassemblement national et alliés (RN) | Total Rassemblement national et alliés (RN) | 173 136                                        | 46,02        | 1            | 158 555      | 54,79         | 5             | 6           | 2             |               |
|                                             |                                             | La France insoumise (LFI)                      | 38 975       | 10,36        | 0            | 54 491        | 18,83         | 0           | 0             | 1             |
|                                             | Parti socialiste (PS)                       | 33 366                                         | 8,87         | 0            | 25 832       | 8,93          | 0             | 0           | en stagnation |               |
|                                             | Les Écologistes (LÉ)                        | 15 992                                         | 4,25         | 0            | 25 381       | 8,77          | 0             | 0           | en stagnation |               |
|                                             | Parti communiste français (PCF)             | 15 246                                         | 4,05         | 0            | 25 133       | 8,68          | 0             | 0           | en stagnation |               |
| Total Nouveau Front populaire (NFP)         | Total Nouveau Front populaire (NFP)         | 103 579                                        | 27,53        | 0            | 130 837      | 45,21         | 0             | 0           | 1             |               |
|                                             |                                             | Renaissance (RE)                               | 32 294       | 8,58         | 0            | Retrait       | Retrait       | Retrait     | 0             | en stagnation |
|                                             | Horizons (HOR)                              | 22 027                                         | 5,86         | 0            | Retrait      | Retrait       | Retrait       | 0           | en stagnation |               |
|                                             | Mouvement démocrate (MoDem)                 | 11 521                                         | 3,06         | 0            | Retrait      | Retrait       | Retrait       | 0           | 1             |               |
| Total Ensemble pour la République (ENS)     | Total Ensemble pour la République (ENS)     | 65 842                                         | 17,50        | 0            | Retrait      | Retrait       | Retrait       | 0           | 1             |               |
|                                             |                                             | Les Républicains (LR)                          | 25 750       | 6,84         | 0            |               |               |             | 0             | en stagnation |
| Total Union de la droite et du centre (UDC) | Total Union de la droite et du centre (UDC) | 25 750                                         | 6,84         | 0            | 0            | en stagnation |               |             |               |               |
|                                             | Lutte ouvrière (LO)                         | Lutte ouvrière (LO)                            | 3 991        | 1,06         | 0            | 0             | en stagnation |             |               |               |
|                                             | Écologie au centre (ÉAC)                    | Écologie au centre (ÉAC)                       | 1 841        | 0,49         | 0            | 0             | en stagnation |             |               |               |
|                                             |                                             | Le Mouvement pour les animaux (LMPA)           | 1 110        | 0,30         | 0            | 0             | Nv            |             |               |               |
| Total Tous unis pour le vivant (TUPV)       | Total Tous unis pour le vivant (TUPV)       | 1 110                                          | 0,30         | 0            | 0            | en stagnation |               |             |               |               |
|                                             |                                             | Nouvelle Organisation unie et solidaire (NOUS) | 199          | 0,05         | 0            | 0             | Nv            |             |               |               |
| Total Coalition citoyenne (CC)              | Total Coalition citoyenne (CC)              | 199                                            | 0,05         | 0            | 0            | Nv            |               |             |               |               |
|                                             | Dissident Républicains à droite             | Dissident Républicains à droite                | 1            | 0,00         | 0            | 0             | Nv            |             |               |               |
|                                             | Sans étiquette (SE)                         | Sans étiquette (SE)                            | 752          | 0,20         | 0            | 0             | en stagnation |             |               |               |
|                                             |                                             |                                                |              |              |              |               |               |             |               |               |
| Suffrages exprimés                          | Suffrages exprimés                          | Suffrages exprimés                             | 376 201      | 97,50        |              | 289 392       | 91,33         |             |               |               |
| Votes blancs                                | Votes blancs                                | Votes blancs                                   | 6 735        | 1,75         | 20 639       | 6,51          |               |             |               |               |
| Votes nuls                                  | Votes nuls                                  | Votes nuls                                     | 2 904        | 0,75         | 6 839        | 2,16          |               |             |               |               |
| Total                                       | Total                                       | Total                                          | 385 840      | 100          | 1            | 316 870       | 100           | 5           | 6             | en stagnation |
| Abstention                                  | Abstention                                  | Abstention                                     | 176 358      | 31,37        |              | 149 098       | 32,00         |             |               |               |
| Inscrits/Participation                      | Inscrits/Participation                      | Inscrits/Participation                         | 562 198      | 68,63        | 465 968      | 68,00         |               |             |               |               |

#### Résultats par nuances
| Nuance                 | Nuance                               | Nuance                 | Premier tour | Premier tour | Premier tour | Second tour | Second tour   | Second tour | Total Sièges | +/-           |  |
| Nuance                 | Nuance                               | Nuance                 | Voix         | %            | Sièges       | Voix        | %             | Sièges      | Total Sièges | +/-           |  |
| ---------------------- | ------------------------------------ | ---------------------- | ------------ | ------------ | ------------ | ----------- | ------------- | ----------- | ------------ | ------------- |  |
|                        | Rassemblement national               | RN                     | 145 534      | 38,69        | 1            | 125 926     | 43,51         | 4           | 5            | 1             |  |
|                        | Union de la gauche                   | UG                     | 103 579      | 27,53        | 0            | 130 837     | 45,21         | 0           | 0            | 1             |  |
|                        | Ensemble pour la République !        | ENS                    | 65 842       | 17,50        | 0            | Retrait     | Retrait       | Retrait     | 0            | 1             |  |
|                        | Union de l'extrême droite            | UXD                    | 27 602       | 7,34         | 0            | 32 629      | 11,28         | 1           | 1            | Nv            |  |
|                        | Les Républicains                     | LR                     | 25 750       | 6,84         | 0            |             |               |             | 0            | en stagnation |  |
|                        | Extrême gauche                       | EXG                    | 3 991        | 1,06         | 0            | 0           | en stagnation |             |              |               |  |
|                        | Union des démocrates et indépendants | UDI                    | 1 841        | 0,49         | 0            | 0           | en stagnation |             |              |               |  |
|                        | Régionaliste                         | REG                    | 1 309        | 0,35         | 0            | 0           | en stagnation |             |              |               |  |
|                        | Divers                               | DIV                    | 752          | 0,20         | 0            | 0           | en stagnation |             |              |               |  |
|                        | Extrême droite                       | EXD                    | 1            | 0,00         | 0            | 0           | Nv            |             |              |               |  |
|                        | Divers droite                        | DVD                    | 0            | 0,00         | 0            | 0           | en stagnation |             |              |               |  |
|                        |                                      |                        |              |              |              |             |               |             |              |               |  |
| Suffrages exprimés     | Suffrages exprimés                   | Suffrages exprimés     | 376 201      | 97,50        |              | 289 392     | 91,33         |             |              |               |  |
| Votes blancs           | Votes blancs                         | Votes blancs           | 6 735        | 1,75         | 20 639       | 6,51        |               |             |              |               |  |
| Votes nuls             | Votes nuls                           | Votes nuls             | 2 904        | 0,75         | 6 839        | 2,16        |               |             |              |               |  |
| Total                  | Total                                | Total                  | 385 840      | 100          | 1            | 316 870     | 100           | 5           | 6            | en stagnation |  |
| Abstention             | Abstention                           | Abstention             | 176 358      | 31,37        |              | 149 098     | 32,00         |             |              |               |  |
| Inscrits/Participation | Inscrits/Participation               | Inscrits/Participation | 562 198      | 68,63        | 465 968      | 68,00       |               |             |              |               |  |

### Résultats par circonscription

#### Première circonscription
Député sortant : Yoann Gillet (Rassemblement national)
| Candidat                 | Candidat                 | Parti et coalition       | Nuance                   | Premier tour | Premier tour | Second tour | Second tour |
| Candidat                 | Candidat                 | Parti et coalition       | Nuance                   | Voix         | %            | Voix        | %           |
| ------------------------ | ------------------------ | ------------------------ | ------------------------ | ------------ | ------------ | ----------- | ----------- |
|                          | Yoann Gillet             | RN                       | RN                       | 24 894       | 43,91        | 28 259      | 54,22       |
|                          | Charles Ménard           | LFI (NFP)                | UG                       | 16 747       | 29,54        | 23 856      | 45,78       |
|                          | Valérie Rouverand        | RE (ENS)                 | ENS                      | 11 394       | 20,10        | Retrait     | Retrait     |
|                          | Loumy Bourghol           | LR (UDC)                 | LR                       | 3 076        | 5,43         |             |             |
|                          | Isabelle Leclerc         | LO                       | EXG                      | 587          | 1,04         |             |             |
|                          |                          |                          |                          |              |              |             |             |
| Suffrages exprimés       | Suffrages exprimés       | Suffrages exprimés       | Suffrages exprimés       | 56 698       | 97,87        | 52 115      | 90,74       |
| Votes blancs             | Votes blancs             | Votes blancs             | Votes blancs             | 870          | 1,50         | 4 021       | 7,00        |
| Votes nuls               | Votes nuls               | Votes nuls               | Votes nuls               | 364          | 0,63         | 1 299       | 2,26        |
| Total                    | Total                    | Total                    | Total                    | 57 932       | 100          | 57 435      | 100         |
| Abstention               | Abstention               | Abstention               | Abstention               | 32 430       | 35,89        | 32 960      | 36,46       |
| Inscrits / participation | Inscrits / participation | Inscrits / participation | Inscrits / participation | 90 362       | 64,11        | 90 395      | 63,54       |

La première circonscription du Gard inclut environ la moitié de la ville de Nîmes, dont les quartiers prioritaires de Pissevin-Valdegour et Chemin-Bas d'Avignon, ainsi que dix villes périphériques, dont Beaucaire et Bellegarde. Yoann Gillet réussit à se faire réélire, avec deux points de plus au second tour que lors du scrutin de 2022. Son rival de La France insoumise Charles Ménard est toutefois en tête à Nîmes avec 56,4 % des suffrages, mais le candidat du Rassemblement national est majoritaire dans toutes les autres communes, dont 64 % au Beaucaire et 70 % à Bellegarde.

#### Deuxième circonscription
Député sortant : Nicolas Meizonnet (Rassemblement national)
| Candidat                 | Candidat                 | Parti et coalition       | Nuance                   | Premier tour | Premier tour |
| Candidat                 | Candidat                 | Parti et coalition       | Nuance                   | Voix         | %            |
| ------------------------ | ------------------------ | ------------------------ | ------------------------ | ------------ | ------------ |
|                          | Nicolas Meizonnet        | RN                       | RN                       | 34 427       | 52,22        |
|                          | Katy Guyot               | PS (NFP)                 | UG                       | 15 727       | 23,85        |
|                          | Sophie Pellegrin-Ponsole | HOR (ENS)                | ENS                      | 9 300        | 14,11        |
|                          | Catherine Bolle          | LR (UDC)                 | LR                       | 4 155        | 6,30         |
|                          | Véronique Jullian,       | ÉAC                      | UDI                      | 1 841        | 2,79         |
|                          | Stéphane Manson          | LO                       | EXG                      | 478          | 0,73         |
|                          |                          |                          |                          |              |              |
| Suffrages exprimés       | Suffrages exprimés       | Suffrages exprimés       | Suffrages exprimés       | 65 928       | 97,88        |
| Votes blancs             | Votes blancs             | Votes blancs             | Votes blancs             | 968          | 1,44         |
| Votes nuls               | Votes nuls               | Votes nuls               | Votes nuls               | 456          | 0,68         |
| Total                    | Total                    | Total                    | Total                    | 67 352       | 100          |
| Abstention               | Abstention               | Abstention               | Abstention               | 28 967       | 30,07        |
| Inscrits / participation | Inscrits / participation | Inscrits / participation | Inscrits / participation | 96 319       | 69,93        |

La deuxième circonscription rassemble des petites villes du sud du département, dont la plus peuplée est Saint-Gilles. Elle constitue l'un des bastions les plus solides de l'extrême-droite, qui la détient depuis 2012 avec l'élection de Gilbert Collard. Après avoir été élu au second tour en 2022 avec 54 % des suffrages exprimés, Nicolas Meizonnet est cette fois réélu dès le premier tour avec 52 % des voix.

#### Troisième circonscription
Députée sortante : Pascale Bordes (Rassemblement national)
| Candidat                 | Candidat                 | Parti et coalition       | Nuance                   | Premier tour | Premier tour | Second tour | Second tour |
| Candidat                 | Candidat                 | Parti et coalition       | Nuance                   | Voix         | %            | Voix        | %           |
| ------------------------ | ------------------------ | ------------------------ | ------------------------ | ------------ | ------------ | ----------- | ----------- |
|                          | Pascale Bordes           | RN                       | RN                       | 31 465       | 47,48        | 35 685      | 58,68       |
|                          | Sabine Oromi             | PCF (NFP)                | UG                       | 15 246       | 23,01        | 25 133      | 41,32       |
|                          | Christian Baume          | HOR (ENS)                | ENS                      | 12 727       | 19,21        | Retrait     | Retrait     |
|                          | Florent Grau             | LR (UDC)                 | LR                       | 5 988        | 9,04         |             |             |
|                          | Valéry Fourmi            | LO                       | EXG                      | 640          | 0,97         |             |             |
|                          | Christophe Prévost       | NOUS (CC)                | REG                      | 199          | 0,30         |             |             |
|                          | Daniel Jean              | SE                       | DVD                      | 0            | 0,00         |             |             |
|                          |                          |                          |                          |              |              |             |             |
| Suffrages exprimés       | Suffrages exprimés       | Suffrages exprimés       | Suffrages exprimés       | 66 265       | 97,39        | 60 818      | 90,27       |
| Votes blancs             | Votes blancs             | Votes blancs             | Votes blancs             | 1 280        | 1,88         | 5 078       | 7,54        |
| Votes nuls               | Votes nuls               | Votes nuls               | Votes nuls               | 497          | 0,73         | 1 476       | 2,19        |
| Total                    | Total                    | Total                    | Total                    | 68 042       | 100          | 67 372      | 100         |
| Abstention               | Abstention               | Abstention               | Abstention               | 27 884       | 29,07        | 28 601      | 29,80       |
| Inscrits / participation | Inscrits / participation | Inscrits / participation | Inscrits / participation | 95 926       | 70,93        | 95 973      | 70,20       |

La troisième circonscription, couvrant l'est du département, est située entre Nîmes et Avignon. Elle est essentiellement composée de petites villes, dont les plus importantes sont Bagnols-sur-Cèze et Villeneuve-lès-Avignon. Elle a été remportée de justesse par le Rassemblement national en 2022, avec 51,3 % des voix contre le député sortant du camp présidentiel. La députée sortante Pascale Bordes est cette fois réélue avec une marge plus importante face à la candidate du Nouveau Front populaire. Cette dernière est légèrement en tête à Villeneuve-lès-Avignon, mais la députée sortante réunit 54 % des voix à Bagnols.

#### Quatrième circonscription
Député sortant : Pierre Meurin (Rassemblement national)
| Candidat                 | Candidat                 | Parti et coalition       | Nuance                   | Premier tour | Premier tour | Second tour | Second tour |
| Candidat                 | Candidat                 | Parti et coalition       | Nuance                   | Voix         | %            | Voix        | %           |
| ------------------------ | ------------------------ | ------------------------ | ------------------------ | ------------ | ------------ | ----------- | ----------- |
|                          | Pierre Meurin            | RN                       | RN                       | 31 366       | 48,69        | 35 144      | 57,64       |
|                          | Arnaud Bord              | PS (NFP)                 | UG                       | 17 639       | 27,38        | 25 832      | 42,36       |
|                          | Nadia El Okki            | RE (ENS)                 | ENS                      | 10 538       | 16,36        |             |             |
|                          | Pierre Martin            | LR (UDC)                 | LR                       | 3 930        | 6,10         |             |             |
|                          | Jérôme Garcia            | LO                       | EXG                      | 948          | 1,47         |             |             |
|                          |                          |                          |                          |              |              |             |             |
| Suffrages exprimés       | Suffrages exprimés       | Suffrages exprimés       | Suffrages exprimés       | 64 421       | 97,30        | 60 976      | 92,18       |
| Votes blancs             | Votes blancs             | Votes blancs             | Votes blancs             | 1 230        | 1,86         | 3 835       | 5,80        |
| Votes nuls               | Votes nuls               | Votes nuls               | Votes nuls               | 555          | 0,84         | 1 340       | 2,03        |
| Total                    | Total                    | Total                    | Total                    | 66 206       | 100          | 66 151      | 100         |
| Abstention               | Abstention               | Abstention               | Abstention               | 28 841       | 30,34        | 28 894      | 30,40       |
| Inscrits / participation | Inscrits / participation | Inscrits / participation | Inscrits / participation | 95 047       | 69,66        | 95 045      | 69,60       |

La quatrième circonscription couvre la partie nord du département, et notamment une partie de la ville d'Alès et Pont-Saint-Esprit. Bastion communiste jusqu'en 2002, elle est remportée par la droite cette année là puis par le parti d'Emmanuel Macron en 2017 et le Rassemblement national en 2022, avec 54 % des voix contre un candidat de la Nupes. Le député sortant manque de peu la réélection dès le premier tour et l'emporte largement au second. Si le résultat est très serré à Alès, Pierre Meurin réunit presque 62 % des voix à Pont-Saint-Esprit.

#### Cinquième circonscription
Député sortant : Michel Sala (La France insoumise - Gauche écosocialiste)
| Candidat                 | Candidat                 | Parti et coalition       | Nuance                   | Premier tour | Premier tour | Second tour | Second tour |
| Candidat                 | Candidat                 | Parti et coalition       | Nuance                   | Voix         | %            | Voix        | %           |
| ------------------------ | ------------------------ | ------------------------ | ------------------------ | ------------ | ------------ | ----------- | ----------- |
|                          | Alexandre Allegret-Pilot | RÀD (RN)                 | UXD                      | 27 602       | 41,01        | 32 629      | 51,58       |
|                          | Michel Sala              | LFI - GES (NFP)          | UG                       | 22 228       | 33,03        | 30 635      | 48,42       |
|                          | Catherine Daufès-Roux    | RE (ENS)                 | ENS                      | 10 362       | 15,40        |             |             |
|                          | Léa Boyer                | LR (UDC)                 | LR                       | 5 399        | 8,02         |             |             |
|                          | Agnès Olinet             | LO                       | EXG                      | 961          | 1,43         |             |             |
|                          | Nordine Tria             | SE                       | DIV                      | 752          | 1,12         |             |             |
|                          | Emmanuel Espanol         | RAD diss.                | EXD                      | 1            | 0,00         |             |             |
|                          |                          |                          |                          |              |              |             |             |
| Suffrages exprimés       | Suffrages exprimés       | Suffrages exprimés       | Suffrages exprimés       | 67 305       | 96,70        | 63 264      | 91,17       |
| Votes blancs             | Votes blancs             | Votes blancs             | Votes blancs             | 1 590        | 2,28         | 4 473       | 6,45        |
| Votes nuls               | Votes nuls               | Votes nuls               | Votes nuls               | 705          | 1,01         | 1 654       | 2,38        |
| Total                    | Total                    | Total                    | Total                    | 69 600       | 100          | 69 391      | 100         |
| Abstention               | Abstention               | Abstention               | Abstention               | 29 371       | 29,68        | 29 572      | 29,88       |
| Inscrits / participation | Inscrits / participation | Inscrits / participation | Inscrits / participation | 98 971       | 70,32        | 98 963      | 70,12       |

La cinquième circonscription, la plus vaste du département, couvre l'ouest en s'étendant de la périphérie de Nîmes jusqu'à l'ouest d'Alès et de vastes territoires ruraux. Longtemps un bastion du Parti socialiste, la circonscription est remportée par Olivier Gaillard pour la majorité présidentielle d'Emmanuel Macron en 2017, puis par Michel Sala de la France insoumise avec 53 % des voix, contre un candidat du Rassemblement national. La circonscription est attribuée à Alexandre Allegret-Pilot, un proche d'Eric Ciotti dans le cadre de l'union à l'extrême-droite. Il remporte nettement le scrutin contre le député sortant, avec 51,6 % des voix. Il rassemble notamment 58 % des voix à Saint-Christol-lez-Alès ou 64 % à Caveirac, tandis que Michel Sala rassemble 51 % des voix à Alès-Ouest et 72 % à La Grand-Combe.

#### Sixième circonscription
Député sortant : Philippe Berta (Mouvement démocrate)
| Candidat                 | Candidat                 | Parti et coalition       | Nuance                   | Premier tour | Premier tour | Second tour | Second tour |
| Candidat                 | Candidat                 | Parti et coalition       | Nuance                   | Voix         | %            | Voix        | %           |
| ------------------------ | ------------------------ | ------------------------ | ------------------------ | ------------ | ------------ | ----------- | ----------- |
|                          | Sylvie Josserand         | RN                       | RN                       | 23 382       | 42,07        | 26 838      | 51,40       |
|                          | Nicolas Cadène           | LÉ (NFP)                 | UG                       | 15 992       | 28,77        | 25 381      | 48,60       |
|                          | Aurélien Colson          | MoDem (ENS)              | ENS                      | 11 521       | 20,73        | Retrait     | Retrait     |
|                          | Clément Stevant          | LR (UDC)                 | LR                       | 3 202        | 5,76         |             |             |
|                          | Laura Affortit           | LMPA (TUPV)              | REG                      | 1 110        | 2,00         |             |             |
|                          | Aïcha Terbèche           | LO                       | EXG                      | 377          | 0,68         |             |             |
|                          |                          |                          |                          |              |              |             |             |
| Suffrages exprimés       | Suffrages exprimés       | Suffrages exprimés       | Suffrages exprimés       | 55 584       | 98,02        | 52 219      | 92,39       |
| Votes blancs             | Votes blancs             | Votes blancs             | Votes blancs             | 797          | 1,41         | 3 232       | 5,72        |
| Votes nuls               | Votes nuls               | Votes nuls               | Votes nuls               | 327          | 0,58         | 1 070       | 1,89        |
| Total                    | Total                    | Total                    | Total                    | 56 708       | 100          | 56 521      | 100         |
| Abstention               | Abstention               | Abstention               | Abstention               | 28 865       | 33,73        | 29 071      | 33,96       |
| Inscrits / participation | Inscrits / participation | Inscrits / participation | Inscrits / participation | 85 573       | 66,27        | 85 592      | 66,04       |

Circonscription nouvellement créée en 2009, elle couvre une partie de Nîmes, dont son centre-ville, ainsi que Marguerittes, Uzès et Manduel. Elle est remportée par un candidat écologiste en 2012 puis par Philippe Berta pour le camp présidentiel d'Emmanuel Macron en 2017, qui ne se représente pas. Attribuée à l'écologiste Nicolas Cadène pour le Nouveau Front populaire lors de ce scrutin, la circonscription est remportée par le Rassemblement national pour la première fois. La gauche réunit toutefois près de 56 % des voix à Nîmes et Uzès, mais l'extrême-droite est en tête à Marguerittes (63 %) et Manduel (65 %).